# Un uomo solo (Cassola)
Un uomo solo è un romanzo di Carlo Cassola scritto nella primavera del 1977 e pubblicato dalla casa editrice Rizzoli, nella collana della BUR, a maggio del 1978. 

## Trama
La vicenda si svolge in un piccolo paese del Massetano, tra Grosseto e Siena, durante gli anni del fascismo, poco prima dello scoppio della seconda guerra mondiale, dove vivono due famiglie: la famiglia del vecchio Agenore Bargagli, una volta monarchico e adesso filofascista, solo preoccupato di far soldi con gli appalti e la famiglia modesta dell'anarchico sessantenne Tito Mariani, un falegname che ha sempre pensato alla politica, convinto che la cosa più importante sia quella di mantenersi fedele alle proprie idee.
Tito è considerato dalla gente del posto un sovversivo e da quando il circolo anarchico Germinal ha chiuso e i fascisti del luogo si ritrovano nell'unico caffè del paese, Tito è costretto a vedere i pochi amici che gli sono rimasti, l'avvocato Gino Corsi nostalgico repubblicano, il sarto socialista Furio e il barbiere comunista Adamo, fuori dal paese.
Grazia, la figlia di Tito, ragazza dal carattere esuberante e deciso, è fidanzata con Angelo, il figlio di Agenore. Il fidanzamento è però piuttosto burrascoso e, nel colloquio d'avvio, Grazia annuncia alla madre di Angelo, Anita, la rottura del fidanzamento motivandolo con il sospetto che essi fossero contrari al matrimonio a causa delle ideologie antifasciste del padre.
Ma tante ragioni, e non tutte pulite, risolvono il decorso matrimoniale. Infatti il vecchio Agenore ha, nei confronti della futura nuora, una poco paterna sollecitudine e invidia al figlio una così bella e procace ragazza, Angelo vuole Grazia ad ogni costo, la madre di Grazia sogna per la figlia una vita meno misera della sua, Grazia stessa non vede l'ora di entrare nel giro della ricchezza e del prestigio borghese della famiglia Bargagli. A tutto questo si aggiunge il cinismo di Agenore che da una parte è interessato a tenersi buoni i gerarchi del luogo, nel caso il regime durasse a lungo, e dall'altra vorrebbe farsi amici gli antifascisti, imparentandosi con Tito, nel caso il fascismo crollasse.

A contrastare questo quadro di subdoli interessi emerge il personaggio di Tito con il suo candore e la sua sincerità.
«Tito di queste cose non poteva supporre nemmeno l'esistenza. Era un'anima candida. Abituato a dividere il bene e il male con un taglio netto, convinto che fossero il frutto dell'organizzazione sociale, non poteva supporre che albergassero nel cuore di tanti. Per lui ogni uomo era un libro aperto. Sì, la società. la chiesa potevano aver soffocato quella coscienza, ma il fondo di quell'anima era buono, non poteva essere che buono. La natura umana è buona. È la società a corromperla coi suoi cattivi ordinamenti».
I discorsi sul matrimonio non interessano molto Tito e quando la moglie lo informa che Grazia e Angelo si sono riconciliati ne è semplicemente confortato, così come lo conforta «la coscienza di aver tenuto fede alle proprie idee».

## La critica
- Nei pensieri delusi eppur fedelmente tenaci di Tito contro il «potere», in quelle sue convinte espressioni che chiudono a tenaglia il primo e l'ultimo capitolo del romanzo (Sapeva che l'anarchia non avrebbe mai trionfato. Ma lui gli sarebbe rimasto fedele, a quell'ideale irrealizzabile»; «Soprattutto lo confortava la coscienza di aver tenuto fede alle proprie idee») Cassola ha rivisto in parte se stesso pacifista discusso e scomodo, idealista e radicale inguaribile, solitario utopista politico degli anni Settanta; quasi commemorandosi ed esaltandosi insieme nella trascrizione narrante di Un uomo solo come all'incontro definitivo e liberatorio con altrettante riaffermate verità che penetrano al fondo e nelle ragioni stesse del vivere.[3]

## Edizioni
- Carlo Cassola, Un uomo solo, collana BUR, n. 240, Milano, Rizzoli, 1978.
- Id., Un uomo solo, Collana Scrittori Contemporanei, BUR, Milano, 2004 ISBN 978-88-17-00133-5